# I ragni: Il lago d'oro
I ragni: Il lago d'oro (Die Spinnen, 1. Teil: Der Goldene See), anche noto come I ragni: Il lago dorato o col titolo alternativo I ragni - L'avventura di Kay Hoog nei mondi conosciuti e sconosciuti (Die Spinnen - Die Abenteuer des Kay Hoog in bekannten und unbekannten Welten) è un film muto diretto a partire dal 1919 da Fritz Lang e realizzato in due parti:
- nel 1919 uscì la prima parte Il lago d'oro (Der Goldene See)
- nel 1920 uscì la seconda parte La nave dei diamanti (Das Brillantenschiff).

## Trama
Il vecchio ricercatore britannico di Harvard, Fred Johnson, è tenuto prigioniero in una giungla da una tribu inca. Riesce ad arrivare ad una scogliera sul mare, scrivere un messaggio su un pezzo di tela, lo infila in una bottiglia di terracotta che fa in tempo a gettare tra le onde, prima di essere ucciso da un inca armato.
Il messaggio nella bottiglia viene ritrovato mesi dopo dal giovane velista miliardario Kay Hoog davanti a San Francisco. Hoog annuncia ai membri del Club Nautico di aver trovato in una bottiglia una mappa e il messaggio di un professore di Harvard, che rivela il luogo in cui è nascosto un favoloso tesoro, sepolto in un "lago dorato" e immediatamente organizza una spedizione per andarlo a cercare, ripercorrendo le orme del ricercatore Johnson. Ma anche la miliardaria Lio Sha, anche lei membro del Club Nautico ed a capo di una società segreta criminale collegata con l'India e conosciuta con il nome de “I ragni”, si prefigge lo stesso obiettivo, riuscendo a rubare la mappa ad Hoog.
I due contendenti si spostano in Messico a Cuicatlan, dove Lio Sha, accompagnata dal dottor Telphas, recluta una schiera di pistoleri per trovare le rovine della città inca ed impossessarsi del tesoro. Durante il tragitto in treno, Kay Hoog conosce fortuitamente Harry Rongoon, impiegato all'osservatorio meteorologico di Cuicatlan e guidatore di un pallone aerostatico. A Cuicatlan Hoog riesce a strappare la mappa a Lio Sha dopo uno scontro a fuoco in un bar, ed attraverso la mongolfiera di Rongoon raggiunge per primo la città inca. Qui salva la sacerdotessa Naela da un attacco di un serpente, salvandole la vita. Naela lo mette in guardia dalla sua tribù sanguinaria e lo nasconde nella città inca, dove gli mostra anche il leggendario Lago d'oro, che si trova in una grotta nascosta da una cascata sotterranea e che contiene infiniti tesori aurei. Lio Sha nel frattempo è stata catturata dagli inca: in occasione della festa del Sole sarà offerta in sacrificio. Nonostante tutto, Kay Hoog salva Lio Sha proprio all'ultimo istante: i due rivali ora si trovano fianco a fianco contro la tribù indigena. Poco dopo fanno irruzione in città anche i pistoleri assoldati dai "Ragni": ne nasce una furiosa colluttazione con i pistoleri che grazie alle armi da fuoco massacrano gli inca. Lio Sha ed i suoi raggiungono il Lago d'oro e cominciano ad impossessarsi dell'oro, i pistoleri perdono la testa e cominciano a contendersi il tesoro, uccidendosi tra loro. Per farsi luce però in precedenza avevano acceso una "candela sacra", che in realtà era un dispositivo di sicurezza. Una volta finita la candela, si attiva un meccanismo di autodistruzione che allaga la grotta, facendo affogare tutti i pistoleri, ormai accecati dalle ricchezze. Lio Sha ed il dottor Telphas riescono invece a salvarsi. Anche Kay Hoog si salva, portandosi in salvo con Naela a bordo di un'imbarcazione di fortuna costruita con tappeti e corde.
Rientrati a San Francisco, Lio Sha rende visita ad Hoog e nel ringraziarlo per averle salvato la vita, gli confessa il suo amore. Ma Kay Hoog respinge le sue avances, in quanto ora è legato a Naela. La vendetta di Lio Sha non si fa attendere: approfittando dell'assenza di Hoog, infatti, fa uccidere Naela nel giardino di casa. Hoog la trova morta con un finto ragno nero sul seno e giura vendetta.

## Produzione
Il film fu prodotto da Decla Filmgesellscaft, Holz & Co di Berlino. Produttore: Erich Pommer.

### Un film a puntate
Fritz Lang racconta a Peter Bogdanovich che a quei tempi era di moda fare film che richiedevano una programmazione in più serate. Nacque così l'idea di presentare una serie di avventure, a puntate, intitolata Avventure di Kai Hoog in mondi noti e ignoti di cui Der Goldene See (Il lago d'oro) rappresenta il primo episodio e Brillantenschiff (La nave dei diamanti) il secondo. All'inizio si pensava di fare addirittura quattro parti, due delle quali furono realizzate, mentre la terza Das Geheimnis der Sphinx (Il segreto della sfinge) e Um Asiens Kaiserkrone (Per la corona imperiale dell'Asia) non furono girate. Lang pubblicò sul Film-Kurier di Berlino le puntate del romanzo Der Goldene See, poi raccolte in un volume.

### Scenografia
Per le scenografie che riproducevano edifici e sculture del popolo Inca e per i costumi, Lang si avvalse, come per il film successivo Harakiri, della consulenza dello studioso Heinrich Umlauff, fondatore del Museo Etnografico di Amburgo. Gli scenari furono ricostruiti nel parco del giardino zoologico Hagenbeck di Amburgo.

## Distribuzione

### Prima
La prima si ebbe a Berlino il 3 ottobre 1919.

### Censura
Nella versione italiana vennero eliminate le scene in cui alcuni uomini mascherati addormentano col cloroformio il protagonista per derubarlo di alcuni documenti.

### Critica
Der Kinematograph, 1º ottobre 1919:
«Fritz Lang ci presenta una grande varietà di meraviglie e splendori fiabeschi, abilmente intessuti e strutturati in una trama appassionante e drammatica che non lascia mai cadere l'interesse».
Der Kinematograph, 8 ottobre 1919:
«Con questa serie la Decla intende entrare in concorrenza con l'industria cinematografica americana, specializzata nella produzione di western»

### Luoghi caratteristici
«Si nota la predilezione del regista per locali sotterranei e grotte rocciose che, dalla caverna dei tesori di Alberico ne I Nibelunghi, porterà alla grotta lunare del vecchio professore in Una donna nella luna, alle caverne dei lebbrosi e alla grotta del tempio dei film indiani della fine della carriera.»

### Macchine e ingranaggi
«Le pareti (nelle cantine dove si riunisce l'organizzazione de I ragni) si aprono, ascensori e botole conducono nelle cantine, porte scorrevoli offrono vie di fuga nascoste e trappole per i nemici [...] Il boudoir di Lio Sha è altrettanto stravagante. Il suo arsenale meccanico comprende una scrivania che viene inghiottita dal pavimento e uno specchio circolare nel quale si vede quanto succede nella sala di riunione, un'anticipazione dello schermo televisivo di Metropolis e di quelli de Il diabolico dottor Mabuse»